# Green Bay Packers 1942
La stagione 1942 dei Green Bay Packers è stata la 22ª della franchigia nella National Football League. La squadra, allenata da Curly Lambeau, ebbe un record di 8-2-1, terminando seconda nella NFL Western division. 

## Calendario
| Stagione regolare |                   |                        |           |
| Turno             | Data              | Avversario             | Risultato |
| 1                 | 27 settembre 1942 | Chicago Bears          | S 44–28   |
| 2                 | 4 ottobre 1942    | at Chicago Cardinals   | V 17–13   |
| 3                 | 11 ottobre 1942   | Detroit Lions          | V 38–7    |
| 4                 | 18 ottobre 1942   | Cleveland Rams         | V 45–28   |
| 5                 | 25 ottobre 1942   | at Detroit Lions       | V 28–7    |
| 6                 | 1 novembre 1942   | Chicago Cardinals      | V 55–24   |
| 7                 | 8 novembre 1942   | at Cleveland Rams      | V 30–12   |
| 8                 | 15 novembre 1942  | at Chicago Bears       | S 38–7    |
| 9                 | 22 novembre 1942  | at New York Giants     | P 21–21   |
| 10                | 29 novembre 1942  | at Philadelphia Eagles | V 7–0     |
| 11                | 6 dicembre 1942   | Pittsburgh Steelers    | V 24–21   |

## Classifiche
| NFL Western Division |    |    |   |       |     |     |     |     |
|                      | V  | S  | P | %     | DIV | PF  | PS  | STR |
| Chicago Bears        | 11 | 0  | 0 | 1.000 | 8–0 | 376 | 84  | V11 |
| Green Bay Packers    | 8  | 2  | 1 | .800  | 6–2 | 300 | 215 | V2  |
| Cleveland Rams       | 5  | 6  | 0 | .455  | 3–5 | 150 | 207 | S1  |
| Chicago Cardinals    | 3  | 8  | 0 | .273  | 3–5 | 98  | 209 | S6  |
| Detroit Lions        | 0  | 11 | 0 | .000  | 0–8 | 38  | 263 | S11 |

Nota:  i pareggi non venivano conteggiati ai fini della classifica fino al 1972.